# Palilali
Palilali (av grekiskans πάλιν, "igen", och λαλιά, "tal") är en tvångsmässig upprepning av egna verbala eller vokala uttryck.
Palilali räknas som ett verbalt tics och är vanligt hos personer med Tourettes syndrom. Palilali är även vanligt förekommande bland personer med autism och autismliknande tillstånd. Palilali kan vara ett tecken på hjärnskada, men förekommer ofta även vid Alzheimers sjukdom och andra demenssjukdomar. Även vid Parkinsons sjukdom och i enstaka fall av kronisk schizofreni kan palilali förekomma.